# Merboltice
Merboltice (deutsch Mertendorf) ist eine Gemeinde in Tschechien. Sie liegt 13 Kilometer südöstlich von Děčín und gehört zum Okres Děčín.

## Geographie

### Geographische Lage
Das Waldhufendorf erstreckt sich im Norden des Böhmischen Mittelgebirges über vier Kilometer entlang des Baches Merboltický potok (Triebschbach). Nördlich erhebt sich der Kamenec (Steinberg, 519 m), im Nordosten der Merboltický kopec (426 m) und Kozí vrch (428 m), südlich der Strážný vrch (Hutberg, 601 m) sowie im Südwesten der Zaječí vrch (556 m).

### Gemeindegliederung
Für die Gemeinde Merboltice sind keine Ortsteile ausgewiesen.

### Nachbargemeinden
Nachbarorte sind Brlohy, Starý Šachov und Malý Šachov im Norden, Dolní Police, Malá Strana, Žandov und Zpěvné im Nordosten, Podlesí, Novosedlo und Valteřice im Osten, Heřmanice im Südosten, Velká Javorská, Malá Javorská und Loučky im Süden, Verneřice, Příbram und Sluková im Südwesten sowie Valkeřice im Westen.

## Geschichte
Die erste Erwähnung der Pfarre Merbotonis villa erfolgte 1352 in den päpstlichen Zehntregistern. Das Dorf war zur Herrschaft Scharfenstein untertänig. 1530 wurde Mertendorf nach der Reformation evangelischer Pfarrort. Im Zuge der Rekatholisierung erlosch die Pfarre 1624 und das Dorf wurde nach Algersdorf eingepfarrt. Die berní rula von 1654 weist für Mertendorf 20 Bauern, sieben Beisassen und zwei Gärtner aus. Der Ort war Sitz eines Erbrichters. Zwischen 1708 und 1709 erfolgte der Bau der neuen Kirche der hl. Katharina. 1713 bestand das Dorf aus 113 Häusern. Während des Kartoffelkrieges zog das Preußische Heer 1778 auf seinem Rückzug aus Böhmen sechs Tage lang durch Mertendorf und zerstörte seine Proviant- und Munitionswagen. 1787 wurde in Mertendorf eine Filiale der Algersdorfer Kirche eingerichtet. 1833 lebten in den 179 Häusern von Mertendorf 948 Menschen. Diese lebten vornehmlich von der Land- und Forstwirtschaft. Außerdem wurden Musikinstrumente gefertigt, renommiertester Instrumentenbauer war Stephan Storch.
Nach der Aufhebung der Patrimonialherrschaften bildete Mertendorf / Merboltice mit dem Ortsteil Klein Schokau / Malý Šachov ab 1850 eine politische Gemeinde in der Bezirkshauptmannschaft Tetschen /   Děčín.
1857 lebten in dem Ort 1085 Menschen. 1888 löste sich Klein Schokau los und bildete eine eigene Gemeinde. 1890 hatte die Gemeinde Mertendorf 985 Einwohner, 1930 waren es 864. Nach dem Münchner Abkommen wurde die Gemeinde 1938 dem Deutschen Reich zugeschlagen und gehörte bis 1945 zum Landkreis Tetschen, ab 1943 Tetschen-Bodenbach. 1939 lebten in Mertendorf 817 Menschen, die fast alle der deutschen Volksgruppe angehörten. 1945 kam Merboltice zur Tschechoslowakei zurück, die deutschen Bewohner wurden vertrieben. Die barocke Kirche verfiel nach dem Zweiten Weltkrieg. 1975 wurden in einem Akt der kommunistischen Kulturbarbarei die Kirche der hl. Katharina, wie auch die Barbarakirche im benachbarten Valkeřice, abgerissen und der Friedhof zerstört. Zwischen 1980 und 1990 war Merboltice ein Ortsteil von Verneřice. Im Jahre 1999 erhielt Merboltice ein Gemeindewappen und Banner. Seit 2005 ist Merboltice eine dörfliche Denkmalszone. Im Mai 2009 begannen Vorbereitungen zum Bau einer neuen Kirche.

## Kultur und Sehenswürdigkeiten
- Glockenturm auf dem ehemaligen Friedhof
- gezimmerte böhmische Blockhäuser, das älteste stammt von 1780
- Berg Strážný vrch mit Aussichtsturm, südlich des Dorfes
- Naturreservat Kamenná hůra mit der Quelle Eisborn am Berg Kamenec, nördlich des Ortes